# ヴァーノン・コールマン
ヴァーノン・コールマン（英: Vernon Coleman、1946年5月18日 - ）は、イギリスの元医師、反ワクチン活動家、エイズ否認論者、ブロガー、および小説家であり、健康・政治・動物問題などに関する執筆活動を行っている。コールマンの医学的主張は一般的に信用されておらず、疑似科学的であるとされている。以前は新聞のコラムニストや総合診療医として活躍していた。

## 生い立ち
1946年にイングランドで電気工事士の一人息子として生まれた。ウェスト・ミッドランズのウォルソールで育ち、クィーン・メアリーズ・グラマー・スクールに通った。幼い頃のコールマンは進路を決めかねていたが、12歳のときに家族の友人の勧めで医師になることを決意した。バーミンガムの医学校に通う前の1964年から1965年にかけて、リバプールでボランティア活動を行い、子供たちに高齢者の家のペンキ塗りや買い物の手伝いをしてもらった。

## キャリア
コールマンは1970年に医師の資格を取得し、総合診療医として働いていた。1981年、患者に関する守秘義務に違反すると考えて診断書に診断名を書くことを拒否したため、彼は英国保健省から罰金を科された。彼は2016年3月に医師免許を放棄したため、現在はGPプリンシパルとしての登録も免許も有していない。反生体解剖主義者であるコールマンは、生体解剖に関する貴族院での証人として、自らを「教授」と名乗っている。彼は、スリランカに拠点を置くInternational Open Universityから名誉教授の称号を授与されている。

## 執筆活動とメディア出演
コールマンは、陰謀論や疑似科学的な主張を行うブロガーであり、様々な書籍を自費出版しては批判を浴びている。国民保健サービスが製薬会社に支配されていることを訴えた最初の著書『The Medicine Men』を上梓した後、コールマンは執筆活動に専念するために国民保健サービスを退職した。
1989年、ダイアナ妃がハンセン病患者と握手することを発表した後、コールマンのハンセン病に関する発言を批判する論説がブリティッシュ・メディカル・ジャーナルに掲載された。この事件はチャンネル4の『Hard News』で取り上げられたが、コールマンは旅費が支払われないことを理由に出演を辞退した。
1994年、反生体解剖主義者に狙われていたコリン・ブレークモアの自宅住所や電話番号を公表しないよう、高等裁判所の判事が一時的な禁止命令をコールマンに下した。彼はまた、ブレークモアの安全を脅かすような情報を公表しないこと、およびコールマンが既に情報を提供した可能性のある人物の名前を弁護士に伝えることに同意した。
1996年、コールマンは『医者を見限る勇気』（原題: How to Stop Your Doctor Killing You）という本を出版したが、後に広告基準局から広告禁止処分を受けた。2004年には、飼い猫を題材にした『Alice's Diary』の出版を断られたため、自費出版を開始した。コールマンは複数のペンネームで執筆しており、1970年代後半にはエドワード・バーノン（英: Edward Vernon）という名前で、開業医としての生活を描いた3つの小説を出版している。
コールマンが1993年に著した小説『Mrs Caldicot's Cabbage War』は、2002年に同名で映画化された。
コールマンは、『The People』紙で人生相談欄のコラムニストとして活躍していたが、2003年に辞職した。在職中、彼は報道苦情処理委員会から非難を受けていた。

## エイズ否認
1980年代、ザ・サンに寄稿したコールマンは、エイズが異性愛者コミュニティにとっての重大なリスクであることを否定した。その後、彼は「エイズはデマである」と主張し、「エイズという病気は恐らく存在しないし、これまでも存在しなかったというのが私の考えである」と書いている。このような主張は医学界では否定されている。
1988年11月3日、コールマンはザ・サン紙に「ストレート・セックスを楽しむ人々にとって、エイズが重大な脅威であると未だに主張している人々は、文盲か無責任な人である」と書いた。1989年8月3日、コールマンはインデペンデント紙の編集者に宛てた手紙を書き、「あなたの記事は、エイズは異性愛者にとって脅威であるという長年の神話を永続化させるのに役立っただけだ」と主張した。1989年8月10日、コールマンのコラム『Health Matters』は、エイズ啓発キャンペーンを放棄するよう要求した。1989年11月17日、ザ・サン紙は、「ストレート・セックスはエイズをもたらさない」という見出しの記事を掲載し、「致死の病気であるエイズは、ホモセクシャル、バイセクシャル、ジャンキー、汚染された輸血を受けた者にしか感染しない」と主張した。翌日、コールマンは「エイズ―世紀の作り話」という見出しの記事でザ・サン紙の主張を支持し、同様にエイズは異性愛者にとって重大なリスクではないこと、医療会社、医師、コンドームメーカーは大衆を脅かすために共謀しており、公共サービスから利益を得る既得権益を持っていること、道徳運動家は伝統的な家庭的価値観を確立するために若者を脅して独身にさせようとしていることを主張した。またコールマンは、ゲイの活動家が「エイズが異性愛者にとって重大な脅威ではないことが広く知られるようになると、エイズ研究の資金が減少するのではないかと心配している」と主張した。

## 反ワクチン的主張
コールマンは、「新型コロナウイルス感染症（COVID-19）はデマであり、ワクチンは危険である」と主張しており、医学界から批判を浴びている 。
2021年、コールマンは、「臨床試験がまだ進行中であるため、ワクチンが安全で効果的であるかどうかは誰にもわからないし、ワクチンを接種した何千人もの人々が、ワクチンによって死亡したり、重傷を負ったりしている。法的には、ワクチン接種を行っている人たちは全員戦犯である」と主張した。この主張は、世界保健機関（WHO）が主導するプロジェクト「Vaccine Safety Net」のメンバーである「Health Feedback」によって否定された。コールマンはその後、「COVID-19ワクチンは危険であり、多くの人々を死に至らしめ、さらに多くの人々に深刻な副作用（脳卒中、神経障害、アレルギー、失明、麻痺）をもたらしている。COVID-19ワクチンを接種した人々は病原性のプライミングを受けており、ウイルスに接触すると免疫系が過剰に反応し、多くの死の原因となっている」と主張し、また「ワクチンを接種した人々の体は致死性のウイルスを作る実験室である」と主張している。いずれの主張にも正当な医学的エビデンスによる裏付けがないため、不正確で誤解を招く恐れがあるとファクトチェック機関により判定されている。
反証されたにもかかわらず、コールマンの反ワクチン接種の見解は、新型コロナウイルス感染症の否定や反マスク運動のプロパガンダに利用されており、マンチェスターのプレストウィッチでは、コールマンの名前が記載された反ワクチン接種の宣伝ビラが撒かれる事態にもなっているため、警察官が住民にビラを捨てるよう促している。自治体の発表によると、「市民の皆さんには、発信されているメッセージを無視するようにお願いし、関連するすべての年齢層にワクチンの提供を受けるように呼びかけている」という。同様のビラはスコットランドでも撒かれており、スコットランド議会のシャーリー・アン・サマービルが非難している。

## イギリス広告基準局による決定
2005年、英国広告基準局（ASA）は、「医師はあなたを殺す可能性が最も高い人物である」と主張するコールマン社出版の書籍『医者を見限る勇気』（原題: How to Stop Your Doctor Killing You）の広告を禁止した。ASAは、広告が誤解を招いており、不快感を与え、医療従事者を侮辱しているという苦情を支持した。ASAは、コールマンの主張は根拠に乏しく「無責任」であり、「弱い立場の人々が必要な医療を受ける意欲を失わせる可能性がある」と判断した。この決定を受けて、コールマンはASAを非難するよう求め、その後「ASAの行為は人権法第10条に違反している」と主張し、英国公正取引庁に苦情を申し立てた。公正取引庁は、コールマンの苦情を棄却した。
2007年、ASAは、コールマンが肉食と癌の関連性を宣伝する広告において、誤解を招くような主張をしていたと再び指摘した。コールマンはASAからの問い合わせに応じなかった。その後、コールマンは再びASAの行動規範に違反していたことが判明し、ASAはコールマンの広告は根拠を欠いており、過度の恐怖と苦痛を与える可能性が高いと再び判断した。コールマンは、この広告を今後掲載しないよう指示され、今後のASAの調査に応じるよう知らされた。

## 私生活
コールマンはドナ・アントワネット・コールマン（英: Donna Antoinette Coleman、1972年 - ）と結婚している。